# Vụ rơi máy bay CASA C-212 của Cảnh sát biển Việt Nam 2016
Trưa ngày 16 tháng 6 năm 2016, một máy bay tuần thám CASA C-212 số hiệu 8983 chở 9 thành viên Cảnh sát biển Việt Nam đã rơi ở vùng biển Hải Phòng khi làm nhiệm vụ tìm kiếm phi công Su-30MK2 mất liên lạc trên vịnh Bắc Bộ.

## Tai nạn
Ngày 14 tháng 6 năm 2016, một máy bay tiêm kích Su-30 MK2 của Không quân Nhân dân Việt Nam xuất phát từ Sân bay Sao Vàng (Thọ Xuân, Thanh Hóa) để thực tập huấn luyện, sau đó đã mất liên lạc khi cách đất liền ở Diễn Châu (Nghệ An) khoảng 25 km.
Để tìm kiếm máy bay Su-30MK2 mất tích, ngày 16/6, các máy bay tuần thám của Cảnh sát biển Việt Nam và Thủy phi cơ DHC-6 của Lực lượng Không quân Hải quân (Quân chủng Hải quân Việt Nam) cùng nhận lệnh đến vùng biển Bạch Long Vỹ (Hải Phòng) để tìm kiếm. Nhiệm vụ các máy bay này là bay nhiều vòng trên một bán kính rộng được đánh dấu trên bản đồ để tìm kiếm.
9 giờ 10 sáng 16 tháng 6, tuần thám CASA C-212 số hiệu 8983 với phi hành đoàn gồm 6 sĩ quan và 3 quân nhân, cầm lái chính là Đại tá Lê Kiêm Toàn, Lữ đoàn trưởng Lữ đoàn 918, Quân chủng Phòng không-Không quân. Xuất phát từ Sân bay Gia Lâm tìm kiếm tung tích phi công Su-30 MK2 ở vùng biển Bạch Long Vỹ (Hải Phòng).
Đến 12 giờ 30 phát hiện áo phao màu vàng nghi là của phi công Trần Quang Khải (phi công máy bay Su-30). Máy bay xin hạ độ cao thì mất liên lạc gần vùng biển Bạch Long Vỹ (Hải Phòng).

## Tìm kiếm

### Quá trình tìm kiếm
Ngày 16 tháng 06:
18 giờ 15, tìm thấy mảnh vỡ máy bay CASA C-212 có dòng chữ Cảnh sát biển Việt Nam và bánh lốp được vớt và chuyển về đất liền.
Ngày 17 tháng 06:
Từ 10 giờ 40 đến 15 giờ, tìm thấy thêm nhiều mảnh vỡ của CASA C-212.
Ngày 18 tháng 06:
Hơn 750 người, 49 tàu xuồng các loại và hàng trăm thiết bị khác tập trung tìm kiếm quanh khu vực đảo Bạch Long Vỹ (Hải Phòng). Văn phòng Ủy ban quốc gia tìm kiếm cứu nạn cho biết. Tàu của Lữ đoàn 273 (Quân khu 3) đã vớt được một chiếc thảm cao su có diện tích khoảng 2 m2 màu đen, dày 1 cm.
Tàu của Trung tâm Phối hợp Tìm kiếm cứu nạn Hàng hải Việt Nam rà soát phía bắc đảo Bạch Long Vỹ; tàu của đoàn 273 (Quân khu 3), Bộ Chỉ huy quân sự tỉnh Quảng Ninh và Hải Phòng ở khu vực tây nam đảo Bạch Long Vỹ; tàu cảnh sát biển 4039 đến hiện trường triển khai các thiết bị dò tín hiệu Hộp đen.
Trung Quốc cũng sử dụng 8 tàu và 2 máy bay trực thăng tìm kiếm khu vực Đông Nam đảo Bạch Long Vỹ, phía đông đường phân định trên vịnh Bắc Bộ.
Ngày 19 tháng 06:
Phía Nam đảo Bạch Long Vĩ phát hiện nhiều bóng dầu dưới đáy biển nổi lên mặt nước. Có vết dầu loang dài khoảng 3,5 m.
Ngày 22 tháng 06:
15 tàu Trung Quốc phối hợp tìm kiếm cùng Việt Nam ở phía đông đường phân định vịnh Bắc Bộ.
Ngày 23 tháng 06:
Tìm thấy mảnh vỡ máy bay Su-30MK2 và động cơ máy bay CASA số hiệu 8983 cùng nhiều thi thể thành viên phi hành đoàn.
Ngày 05 tháng 07:
Tàu cá mang số hiệu 90723-TS do ông Nguyễn Hữu Được (ở Hoằng Trường) làm thuyền trưởng cùng 10 ngư dân khác khi đánh bắt thủy sản ở khu vực đảo Bạch Long Vĩ (Hải Phòng) đã phát hiện một số vật thể mắc trong lưới cá. Vớt lên bờ kiểm tra thấy nhiều mảnh vỡ kim loại màu xanh. Trong đó, có một cánh cửa kính còn khá nguyên vẹn có dòng chữ CASA 212. Ngoài ra, họ còn phát hiện một chiếc ví bên trong có 6 triệu đồng tiền mặt, Chứng minh nhân dân và một số giấy tờ ghi tên thiếu tá Nguyễn Ngọc Chu (quê Hải Dương).
Ngày 08 tháng 07:
Chiều 8 tháng 7, tàu cá 90723-TS về đất liền và trình báo sự việc cho cơ quan chức năng. Bộ đội Biên phòng tỉnh Thanh Hóa và các cơ quan chức năng địa phương Thanh Hóa đã lập biên bản tiếp nhận hơn 130 mảnh vỡ nghi của máy bay CASA C-212 gặp nạn ở vùng biển Hải Phòng được ngư dân phát hiện trên biển.
Tối 8 tháng 7, một tàu cá khác do ngư dân Lê Văn Thắng (44 tuổi, ở Hoằng Trường) làm thuyền trưởng cập bến và báo cáo cũng vớt được nhiều mảnh vỡ của máy bay.

### Lực lượng tham gia tìm kiếm
Bộ Quốc phòng:
- Không quân Nhân dân Việt Nam.
- Hải quân Nhân dân Việt Nam.
- Bộ đội Biên phòng Việt Nam.
- Cảnh sát biển Việt Nam.
- Quân khu 3.
- Quân khu 4.

Bộ Giao thông Vận tải:
- Trung tâm Phối hợp Tìm kiếm cứu nạn Hàng hải Việt Nam.

Địa phương: Ngư dân các địa phương ven biển
- Quảng Ninh.
- Hải Phòng.
- Nam Định.
- Thái Bình.
- Thanh Hóa.
- Nghệ An.
- Hà Tĩnh.

## Thông tin phi hành đoàn
| STT | Họ tên                                                                  | Quê quán              | Chức vụ                                               | Phi công |
| --- | ----------------------------------------------------------------------- | --------------------- | ----------------------------------------------------- | -------- |
| 1   | Tập tin:Vietnam People's Air Force Senior Colonel Left.jpg Lê Kiêm Toàn | Thanh Oai, Hà Nội     | Lữ đoàn trưởng Lữ đoàn 918                            |          |
| 2   | Nguyễn Đức Hảo                                                          | Ba Vì, Hà Nội         | Phi đội trưởng Phi đội 1 - Lữ đoàn 918                |          |
| 3   | Nguyễn Văn Chính                                                        | Bình Lục, Hà Nam      | Chính trị viên Phi đội - Lữ đoàn 918                  | Cấp III  |
| 4   | Nguyễn Ngọc Chu                                                         | Thanh Hà, Hải Dương   | Phi công, Dẫn đường - Lữ đoàn 918                     |          |
| 5   | Lê Văn Đình                                                             | Hoành Bồ, Quảng Ninh  | Nhân viên tuần thám trên không - Lữ đoàn 918          |          |
| 6   | Đỗ Văn Mạnh                                                             | Vĩnh Tường, Vĩnh Phúc | Đại đội phó Đại đội kỹ thuật hàng không - Lữ đoàn 918 |          |
| 7   | Lê Đức Lam                                                              | Ninh Giang, Hải Dương | Cơ giới trên không - Lữ đoàn 918                      |          |
| 8   | Nguyễn Văn Thái                                                         | Quỳnh Lưu, Nghệ An    | Nhân viên tuần thám trên không - Lữ đoàn 918          |          |
| 9   | Nguyễn Bá Thế                                                           | Quỳnh Phụ, Thái Bình  | Nhân viên tuần thám trên không - Lữ đoàn 918          |          |

## Liên quan

### Tang lễ
Lễ tang phi hành đoàn tại Hà Nội:
Ngày 30 tháng 06, tang lễ tổ chức tại nhà tang lễ số 5 Trần Thánh Tông, Hà Nội. Được Quân ủy Trung ương, Bộ Quốc phòng, Quân chủng Phòng không-Không quân tổ chức trang trọng. Người dân đến viếng rất đông.
Chủ tịch nước Trần Đại Quang, Tổng Bí thư Nguyễn Phú Trọng, Thủ tướng Nguyễn Xuân Phúc, Chủ tịch Quốc hội Nguyễn Thị Kim Ngân đều có mặt để tham dự tang lễ. Ngoài ra còn nhiều nguyên lãnh đạo, thành viên Chính phủ, đại điện bộ ngành, đoàn thể, đại diện nhiều tỉnh thành.
Thủ tướng Nguyễn Xuân Phúc viết sổ tang: 
| “ | Tổ quốc và nhân dân đời đời ghi nhớ và tri ân các đồng chí. Xin gửi tới gia quyến các đồng chí lời chia buồn sâu sắc nhất trước nỗi đau thương, mất mát to lớn này. | ” |

Chủ tịch Quốc hội Nguyễn Thị Kim Ngân viết sổ tang:
| “ | Nghiêng mình trước linh cữu các anh để tiễn đưa các anh về nơi yên nghỉ vĩnh hằng | ” |

11 giờ 30, đoàn xe rời nhà tang lễ. Xe quân sự chở vòng hoa viếng dẫn đường, đi sau là xe chở linh cữu những người lính CASA tiến về Đài hoá thân hoàn vũ Văn Điển để làm lễ hỏa táng. Tro cốt các liệt sĩ sẽ được chuyển đi mai táng tại quê nhà hoặc nghĩa trang liệt sĩ địa phương theo nguyện vọng của gia đình.
Tang lễ Đại tá Nguyễn Đức Hảo tại Thành phố Hồ Chí Minh:
Sáng 03 tháng 07, lễ viếng Đại tá Nguyễn Đức Hảo được tổ chức ở Thành phố Hồ Chí Minh tại Nhà tang lễ Bộ Quốc phòng, nơi gia đình Đại tá Hảo đang sinh sống. Sau đó sẽ thi hài sẽ được an táng tại Nghĩa trang liệt sĩ Thành phố Hồ Chí Minh (Quận 9).
Quân ủy Trung ương, Bộ Quốc phòng đã quyết định nâng lương, thăng một bậc quân hàm với Đại tá Nguyễn Đức Hảo. Chủ tịch nước cũng quyết định tặng thưởng Huân chương Bảo vệ Tổ quốc hạng I đối với ông cũng như các thành viên của phi hành đoàn CASA C-212. Thủ tướng Nguyễn Xuân Phúc ký quyết định cấp bằng Tổ Quốc Ghi Công cho liệt sĩ Nguyễn Đức Hảo.

### Hỗ trợ
Airbus hỗ trợ tìm nguyên nhân tai nạn:
Ngày 21 tháng 06, Tập đoàn Airbus, Tây Ban Nha đề nghị phối hợp, giúp đỡ giải mã hộp đen máy bay CASA C-212, tìm nguyên nhân tai nạn nhưng Bộ Quốc phòng Việt Nam từ chối.
Trung Quốc hỗ trợ tìm kiếm: